# Andonectes similaris
Andonectes similaris är en skalbaggsart som beskrevs av García 2002. Andonectes similaris ingår i släktet Andonectes och familjen dykare. Inga underarter finns listade i Catalogue of Life.